# SunClass Airlines
Sunclass Airlines er et dansk charterflyselskab med hovedkvarter i Københavns Lufthavn.
Selskabet flyver fortrinsvis for rejseselskaberne Spies i Danmark, Ving i Norge og Sverige og Tjäreborg i Finland. Både flyselskabet og rejsebureauer ejes af det norske konglomorat Strawberry Group, sammen med kapitalfondene Altor og TDR Capital, de overtog selskaberne efter Thomas Cook-koncernens konkurs i 2019.
Selskabets historie går tilbage til 1959, hvor Spies Rejser overtog dele af konkursramte charterselskab Flying Enterprise og fusionerede disse med sit eget selskab Conair, som havde udlejet to Douglas DC-7-fly til Flying Enterprise. Charterselskaber har efterfølgende haft flere ejere, blevet sammenlagt med andre selskaber og har fløjet under forskellige navne forinden det nuværende SunClass Airlines.

## Tidligere navne
- Flying Enterprise (1959-1965)
- Conair (1965-1994)
- Premiair (1994-2002)
- MyTravel Airways (2002-2008)
- Thomas Cook Airlines Scandinavia (2008-2019)

## Thomas Cook
I perioden 2008-19 var selskabet ejet af Thomas Cook Northern Europe, der igen var ejet af den britiske børsnoterede rejsekoncern Thomas Cook Group. Thomas Cook Group gik konkurs i september 2019 i hvilken forbindelse Thomas Cook Airlines Scandinavia blev solgt fra til norske Strawberry Group og en række kapitalfonde, der driver selskabet videre som SunClass Airlines.